# Зелёная Долина (Омская область)
Зелёная Долина — деревня в Марьяновском районе Омской области России. Входит в состав Боголюбовского сельского поселения.

## История
В 1969 г. Указом Президиума ВС РСФСР поселок фермы No 4 совхоза «Южный» переименован в поселок Зелёная Долина.
В соответствии с Законом Омской области от 30 июля 2004 года № 548-ОЗ «О границах и статусе муниципальных образований Омской области» посёлок вошёл в состав образованного муниципального образования «Боголюбовское сельское поселение».

## География
Находится на юго-западе центральной части региона, в лесостепи в пределах Ишимской равнины, являющейся частью Западно-Сибирской равнины.

## Население
| 2010 |
| ---- |
| 148  |

Гендерный состав
По данным Всероссийской переписи населения 2010 года в гендерной структуре населения из 148 человек мужчин — 76, женщин — 72	(51,4 и 48,6 % соответственно)
Национальный состав
Согласно результатам переписи 2002 года, в национальной структуре населения казахи 51 %, составляли русские 27 % от общей численности населения в 158 чел..

## Инфраструктура
Совхоз «Южный».

## Транспорт
Просёлочные дороги.